# Sarratella

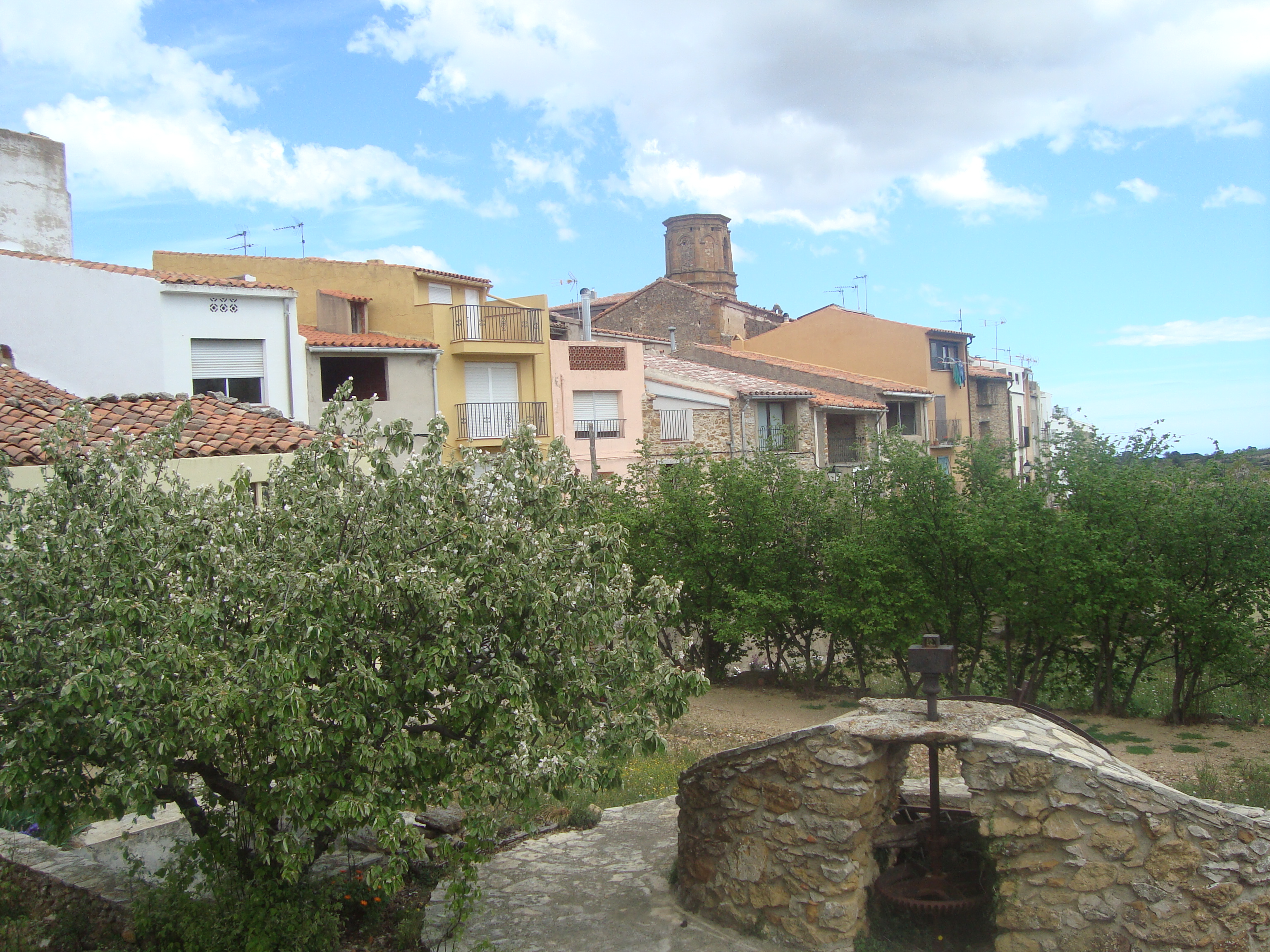
Panorámica de la Sarratella-La Serratella

Sarratella è un comune spagnolo di 93 abitanti situato nella comunità autonoma Valenciana.

## Altri progetti

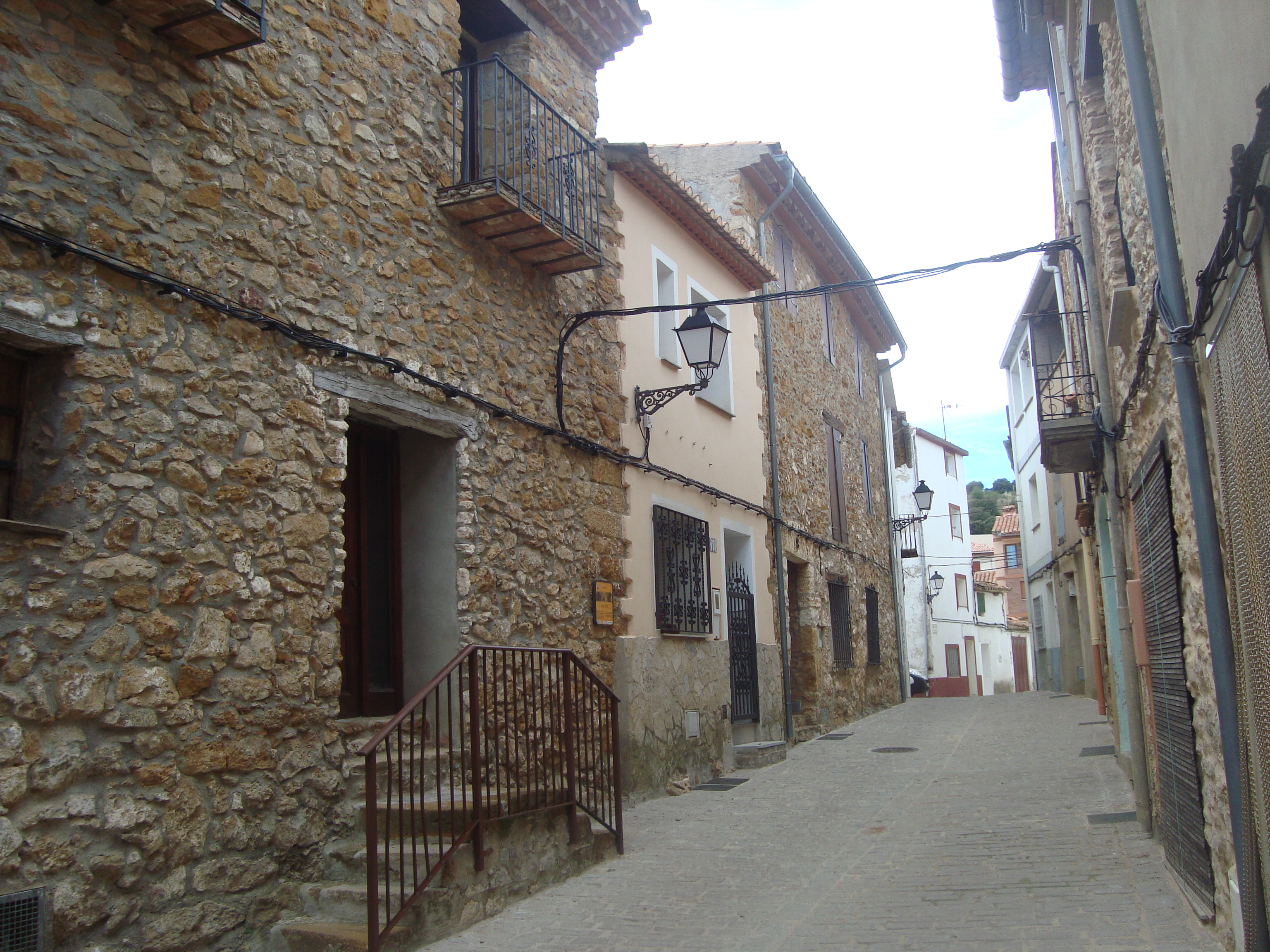
Calle de la Nevera (Sarratella-La Serratella)

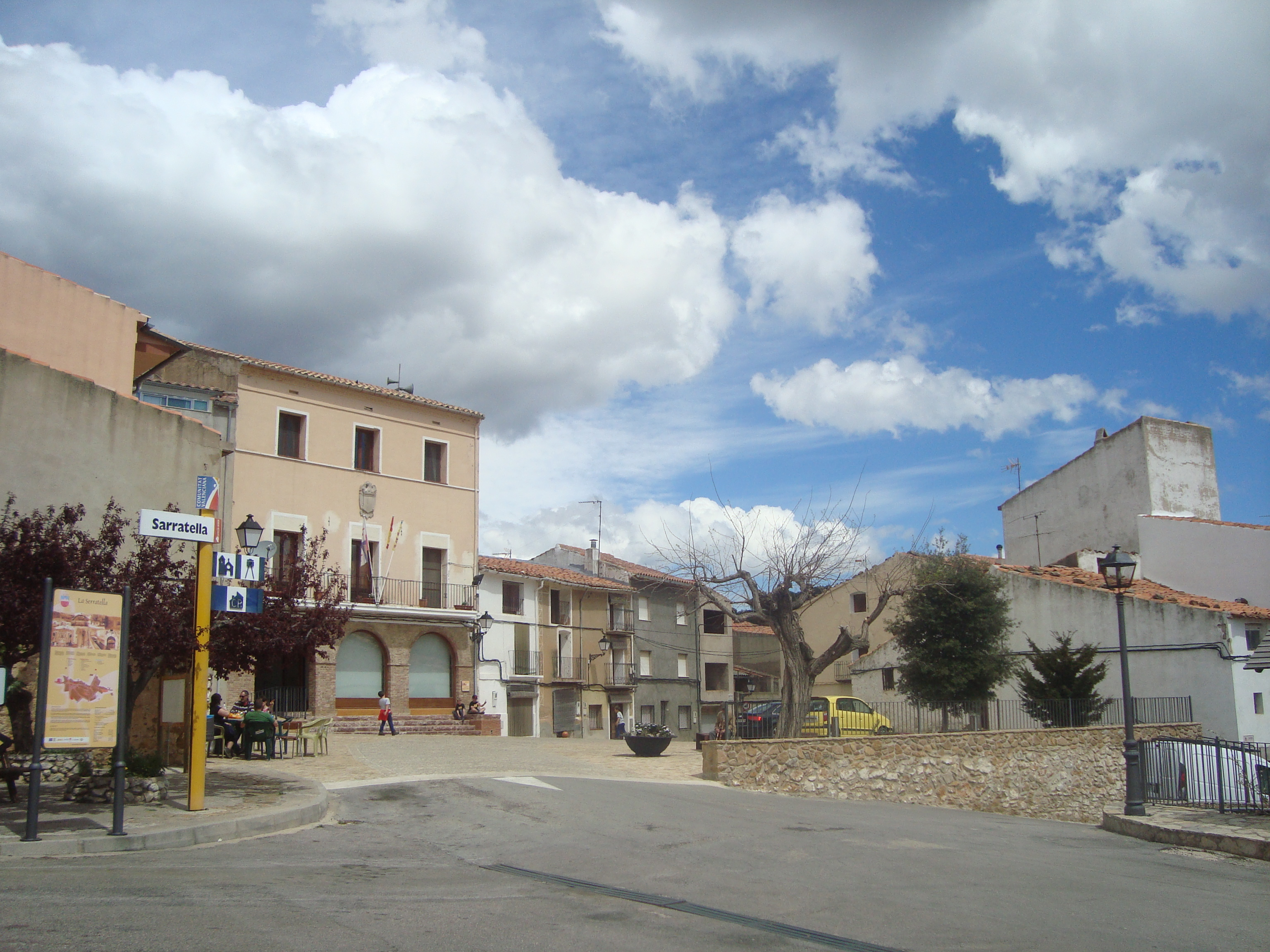
Sarratella-La Serratella

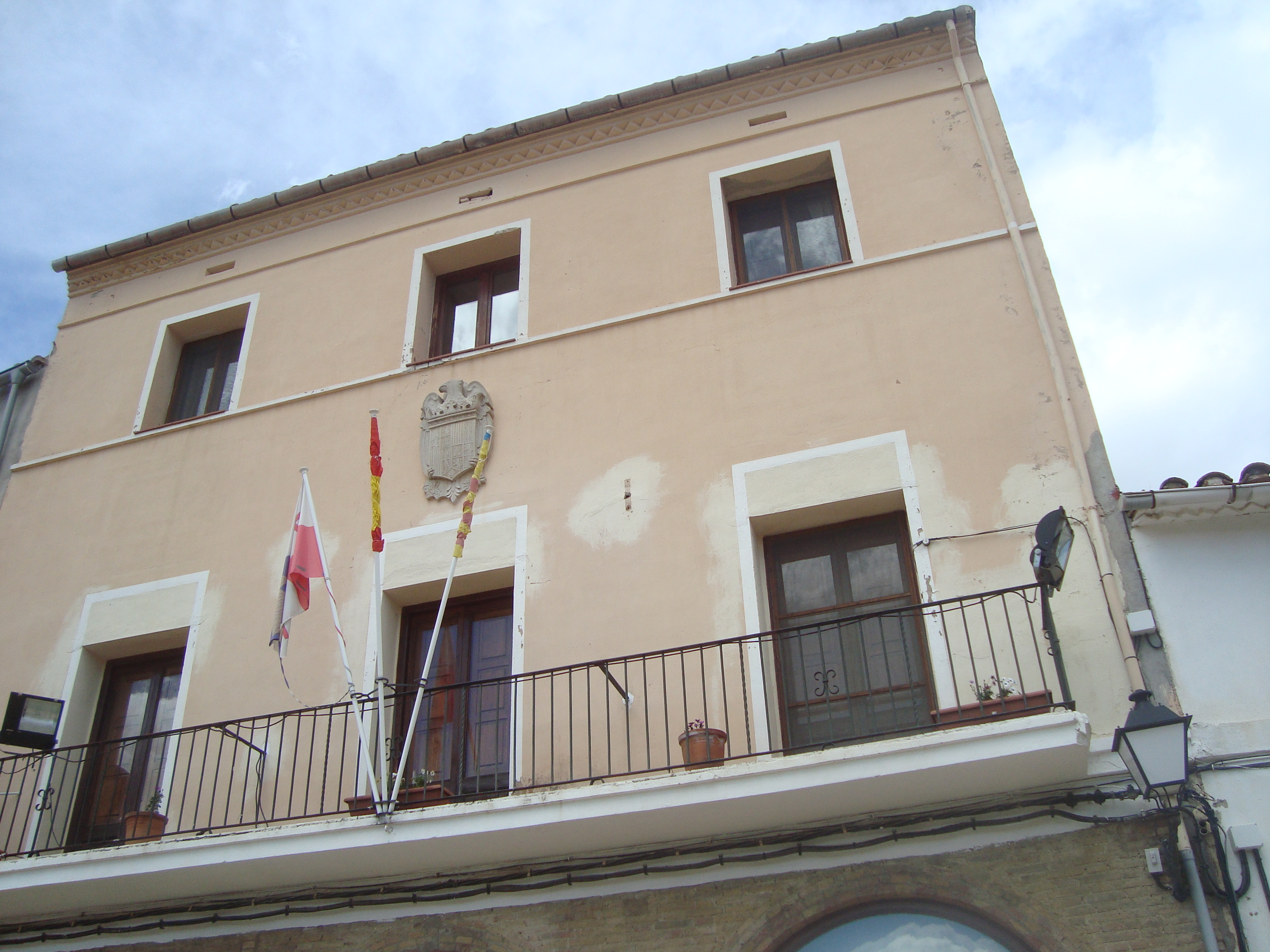
Ayuntamiento de la Sarratella (Castellón)

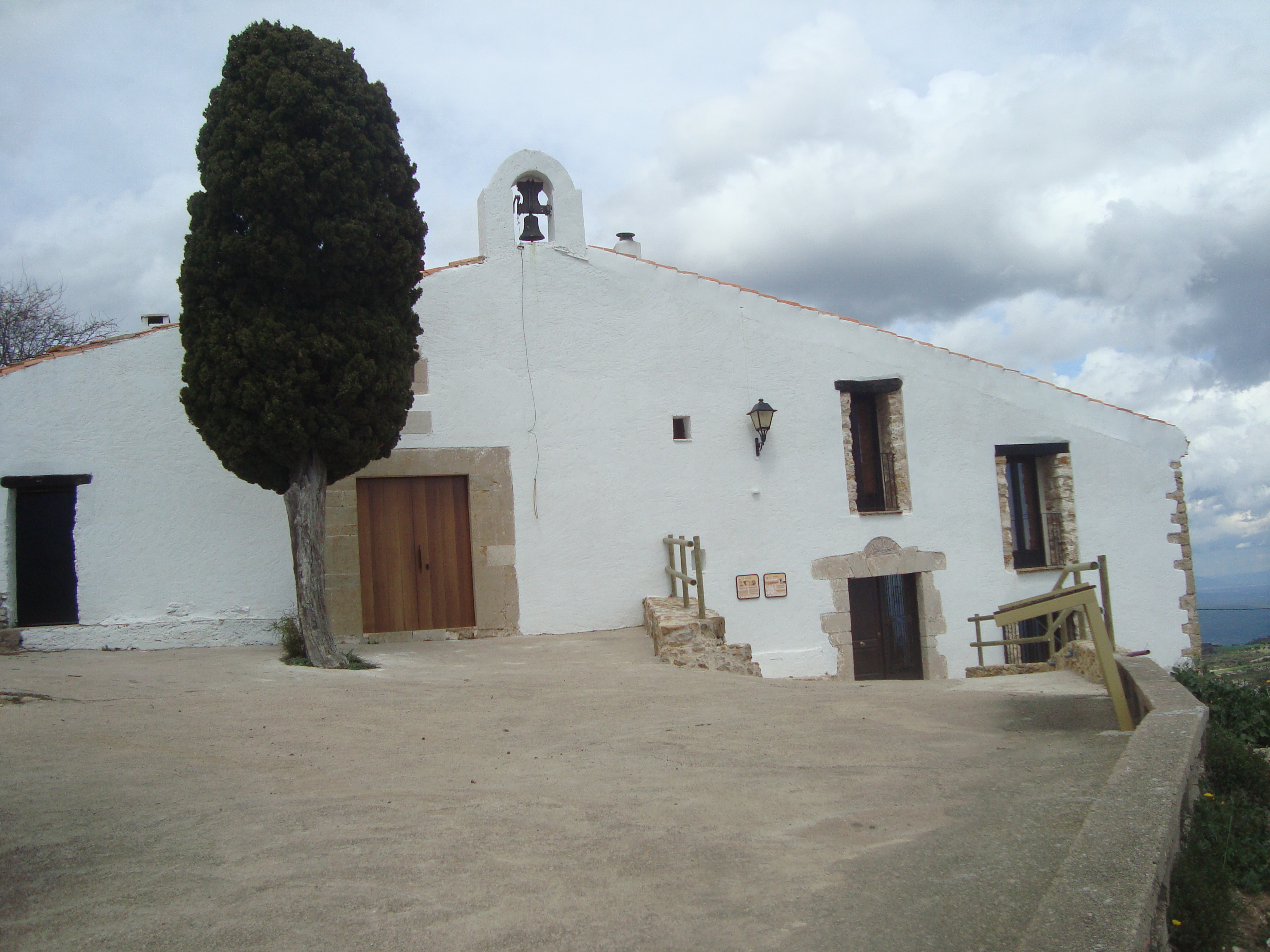
Ermita de Sant Joan de Nepomucè (Sarratella-La Serratella)

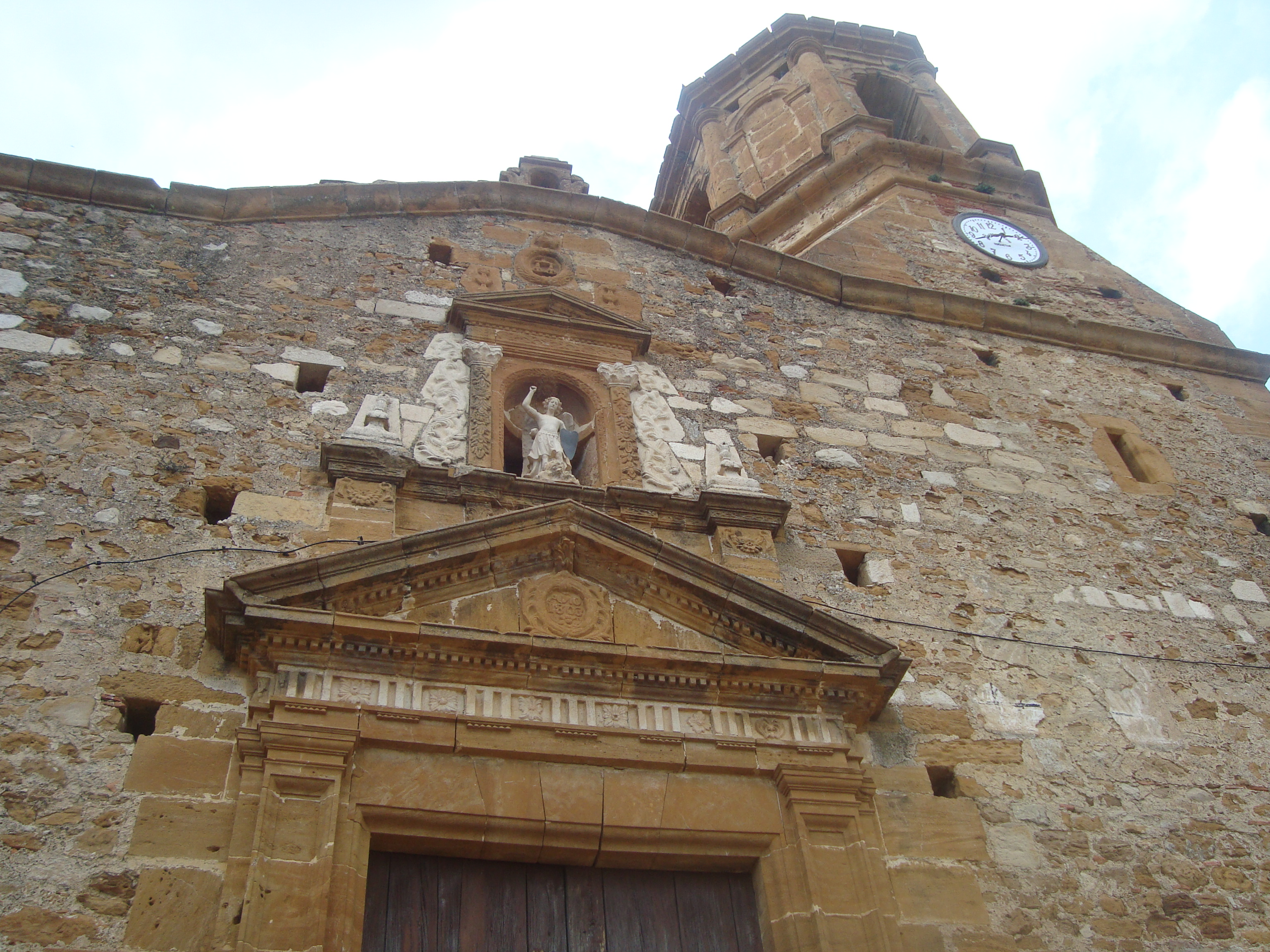
Església parroquial de Sant Miquel Arcángel (La Serratella)

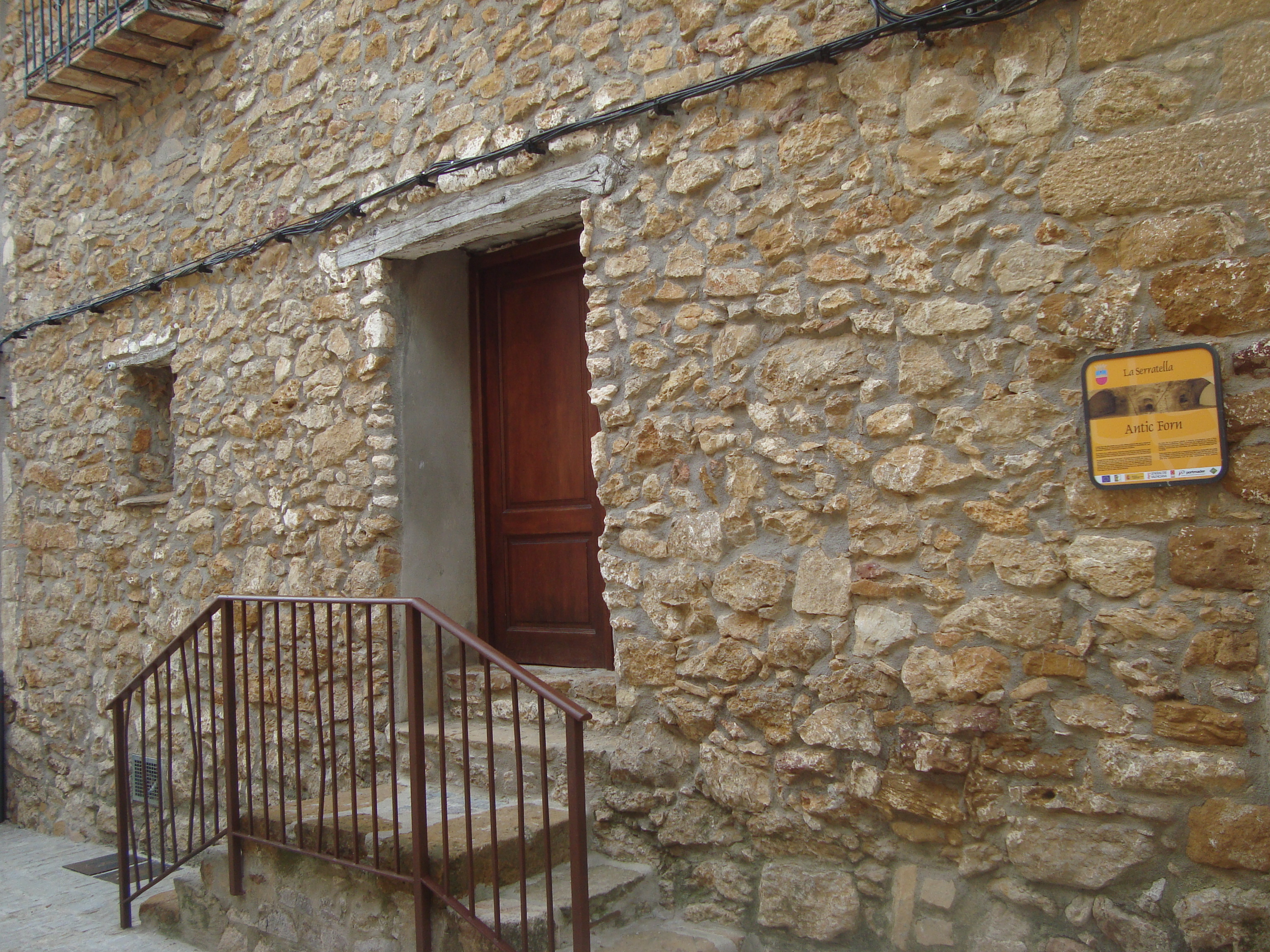
Edifici del Forn (Sarratella-La Serratella)